# 崔维雅
崔维雅（？—1662年），字大醇，直隸大名人，号默斋，清初大臣。順治三年舉人，授濬縣教諭，歷任河南仪封知县，儀封瀕臨黃河河道，每年都有氾濫的災情，河道北岸有三個莊正面臨水道的沖擊。順治十四年，水勢突向北邊注入，河岸崩落五里餘；崔维雅使人於上游疏通使水往東行，北岸才得到安全。復與塞封丘大王廟決口，由朱之錫上疏推薦，被拔擢為開封南河同知。
康熙元年五月，曹縣石香爐村附近的河道決堤，百姓要求儘速防堵，崔維雅持不同意的意見，如果工程完工則會再度潰堤，至冬乃塞，如崔維雅之言。
後遷浙江寧波知府、又被拔擢為河南河道副使。复遷河南按察使、湖南布政使、广西布政使、內召為大理寺卿。
著作有《河防芻議》、《兩河治略》、《明刑辑要》等。崔维雅死后葬于今河北魏县。